# Sōhei

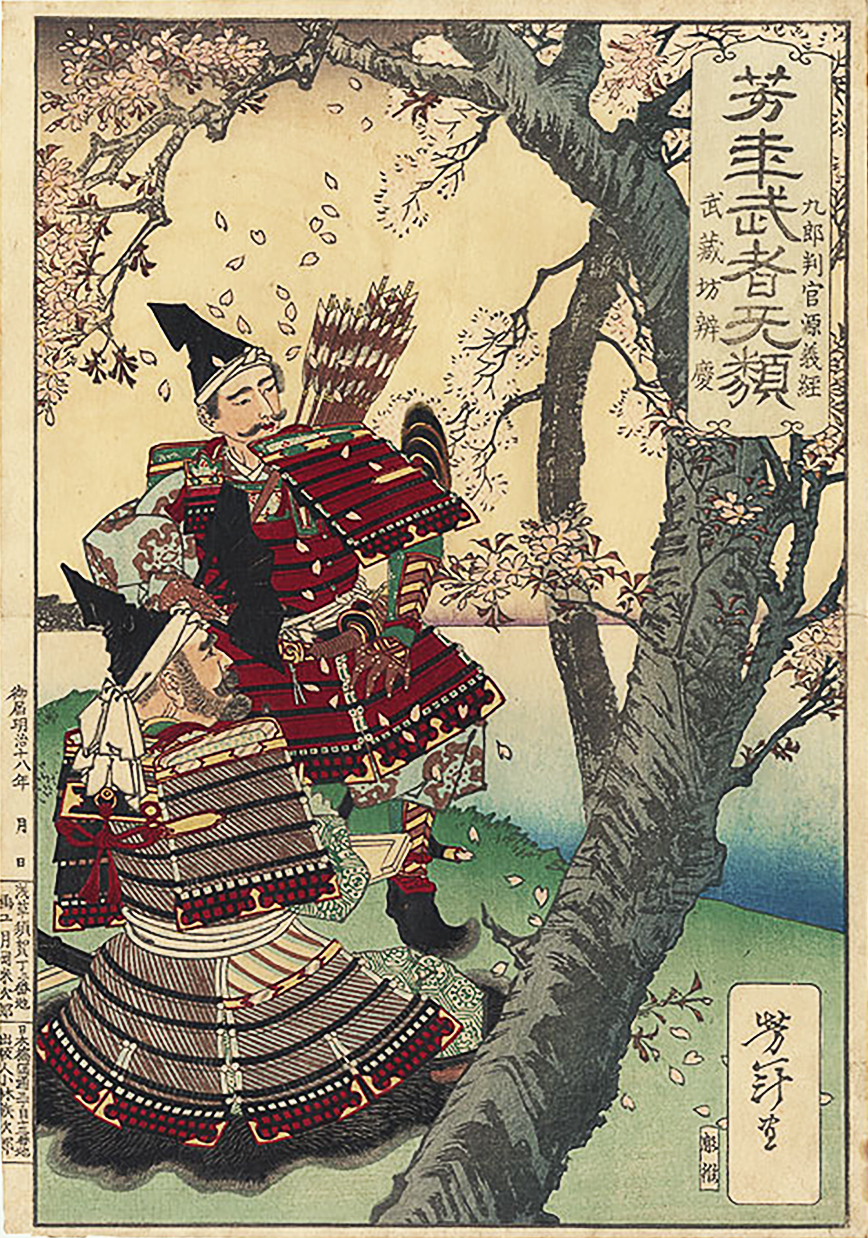
Der Sōhei Benkei (links unten) mit Minamoto no Yoshitsune, Darstellung von Yoshitoshi

Sōhei [soːheː] (jap. 僧兵, dt. svw. Kriegermönch) ist die japanische Bezeichnung für bewaffnete buddhistische Mönche im feudal organisierten Japan, die zeitweise beträchtlichen politischen Einfluss hatten und die weltlichen Herrscher zur Zusammenarbeit zwangen.
Sie ähnelten den asketisch im Gebirge lebenden Yamabushi, die aber einsiedlerisch zurückgezogen lebten. Die Sōhei dagegen waren in größeren Armeen oder Klans organisiert, die in einem oder mehreren Klöstern zusammenlebten. Eines der berühmtesten dieser Klöster ist Enryaku-ji, das auf dem Hiei außerhalb von Kyōto gelegen ist.
Außerdem wiesen die Sōhei auch Ähnlichkeiten zu den westlichen Laienbrüdern auf, also Mitgliedern von Ordensgemeinschaften, die nicht zum Priester geweiht sind. Ähnlich den kämpfenden Bruderschaften der deutschen Geschichte, wie zum Beispiel dem Deutschen Orden oder anderen an den Kreuzzügen beteiligten Bruderschaften, agierten die Sōhei weiterhin nicht als Einzelpersonen oder Mitglieder kleiner isolierter Tempel: Sie waren Krieger und Mönche in einer großen Bruderschaft oder einem großen Ordensverbund. Jeder große „Heimat-Tempel“ einer Sōhei-Bruderschaft hatte zahlreiche Dependancen, dutzende oder hunderte kleinere Abteien, Klöster, Trainingshallen und untergeordnete Tempel.

## Geschichte

### Gründung und Fehden
Die ersten bedeutsamen Auftreten der Sōhei datieren in das 10. Jahrhundert zurück, als zwischen verschiedenen Tempeln und buddhistischen Sekten erbitterte politische Fehden ausbrachen. Die vier größten Klöster des Landes im Umland von Kyōto und Nara, Tōdai-ji, Kōfuku-ji, Enryaku-ji, und Mii-dera, stritten um die Ernennung zum obersten Tempel des Reiches.
Der erste bewaffnete Konflikt brach im Jahre 949 aus, als 56 Mönche aus Tōdai-ji eine Protestkundgebung vor dem Sitz eines leitenden Beamten in Kyōto veranstalteten, weil ihnen eine Ernennung missfiel. Proteste dieser Art zogen sich durch das gesamte 10. Jahrhundert hindurch und führten häufig zu schweren Auseinandersetzungen, in denen nicht selten einige Beteiligte getötet wurden.
Im Jahr 971, nach einem Streit zwischen Enryaku-ji und dem Gion-Schrein von Kyōto, richtete man im ersteren ein erstes stehendes Heer von bewaffneten Mönchen ein. Heute ist nicht mehr klar, ob dieses stehende Heer aus ursprünglichen Ordensmitgliedern des Enryaku-ji zusammengesetzt war oder ob man zu diesem Zwecke Söldner angeworben hatte, da Ryōgen, der Abt, der zu dieser Zeit den Tempel leitete, auch einen Verhaltenskodex einführte, der den Mönchen verbot, während ihrer 12-jährigen Ausbildungszeit den Berg Hiei zu verlassen, ihr Gesicht zu verdecken oder Waffen zu tragen.
Beginnend im Jahre 981 kam es zu einer Reihe von Konflikten zwischen Enryaku-ji und Mii-dera, die beide der oberste Tempel je einer Unterschule des Tendai-Buddhismus waren. Auch bei diesen Streitigkeiten ging es um politisch motivierte Einsetzungen und unehrenhafte Umgangsformen, wenn beispielsweise ein Mitglied der einen Partei zum Vorsteher des jeweils anderen Tempels ernannt wurde und die Mönche deshalb protestierten.
Diese traditionellen Fehden wurden fortgeführt und nur ein einziges Mal um das Jahr 1100 für circa 40 Jahre unterbrochen. Die Armeen wurden mit der Zeit größer und die Gewalt nahm zu, bis in den Jahren 1121 und 1141 Mii-dera von Mönchen des Enryaku-ji bis auf die Grundmauern niedergebrannt wurde. Auch andere Tempel, deren Einfluss gestiegen war, beteiligten sich an den Streitigkeiten, so dass Enryaku-ji und Mii-dera auch Bündnisse gegen gemeinsame Feinde wie Kōfukuji und Kiyomizu-dera schlossen.

### Der Genpei-Krieg
Gegen Ende des 12. Jahrhunderts stürzte Japan in den Bürgerkrieg und, obwohl die Fehden zwischen den einzelnen Tempeln nicht abbrachen, so wurden sie doch von anderen größeren Geschehnissen überlagert. Die miteinander im Krieg liegenden Klans Minamoto und Taira versuchten beide die Sōhei aus Nara und Kyōto für sich zu gewinnen, um ihrer eigenen bereits starken Armee von Samurai die Schlagkraft der Mönche hinzuzufügen. Taira no Kiyomori sandte großzügige Geschenke an Reis und Seide nach Enryaku-ji, um deren Gunst zu gewährleisten, damit sie nicht den feindlichen Minamoto Klan unterstützen sollten, die bereits eine Allianz mit Miidera geschmiedet hatten.
1180, in einer der bekannteren Schlachten, an denen Sōhei beteiligt waren, versuchten die Miidera-Mönche zusammen mit den Truppen der Samurai von Minamoto, die Brücke über den Uji (Kyōto) und den dahinterliegenden Byodoin-Tempel gegen einen Angriff von Taira-Truppen zu verteidigen. Die Mönche entfernten Bohlen der Brücke, um die berittenen Samurai des Gegners daran zu hindern, die Brücke zu überqueren. Sie verteidigten das Bauwerk mit Pfeil und Bogen, Lanzen, Schwertern und Dolchen, wurden aber letztendlich besiegt. Weil sie sich gegen ihn gewandt hatten, befahl Taira no Kiyomori die Zerstörung des Tempels, um am Orden Rache zu nehmen, und so wurde Miidera erneut niedergebrannt, wie auch viele andere Tempel in der heutigen Präfektur Nara. Nur Enryaku-ji entging der Zerstörungswut unversehrt.
Als Minamoto no Yoshinaka drei Jahre später seinen Klan hinterging und Kyōto stürmte, damit die Belagerung des Palastes Hōjōji begann und den Tennō Go-Shirakawa entführte, stellten sich ihm die Sōhei von Kyōto entgegen, darunter auch die vom Berg Hiei.

### 13. und 14. Jahrhundert – Der Aufstieg des Zen
Nach dem Gempei-Krieg fokussierten die Klöster einen Großteil ihrer Bemühungen auf den Wiederaufbau ihrer Besitztümer und ihres politischen Gewichts. Letzteres wussten sie nun mit friedlichen Mitteln zu verstärken und so spielten die Sōhei nur untergeordnete Rollen in den Auseinandersetzungen der Kriege im 13. und 14. Jahrhundert. Dennoch flammten gelegentlich die gewalttätigen Streitigkeiten zwischen den Tempeln, anlässlich von Einsetzungen in weltliche und geistliche Ämter oder ähnlichen Angelegenheiten, wieder auf.
Während der Kriege in der Zeit der Nord- und Südhöfe, gewährte man auf Hiei dem Tennō Go-Daigo sowie dessen Sohn Asyl. Mit der Hilfe der Mönche leiteten diese einen Aufstand gegen das Kamakura-Shogunat. Aber nur wenig später übernahm das Ashikaga-Shogunat die Macht und begann damit, die Zen-Schulen gegenüber anderen zu bevorzugen. Dadurch zog man den Zorn der kriegerischen Mönche auf sich. So brachen in den vierziger Jahren des 14. Jahrhunderts eine Reihe neuer Konflikte zwischen den Tempeln der Tendai-Schule und denen der Zen-Schule aus, allen voran mit dem Tempel Nanzen-ji. Diese dauerten an bis in die sechziger Jahre des Jahrhunderts.

### Die Sengoku-Zeit und der Aufstieg der Ikkōikki

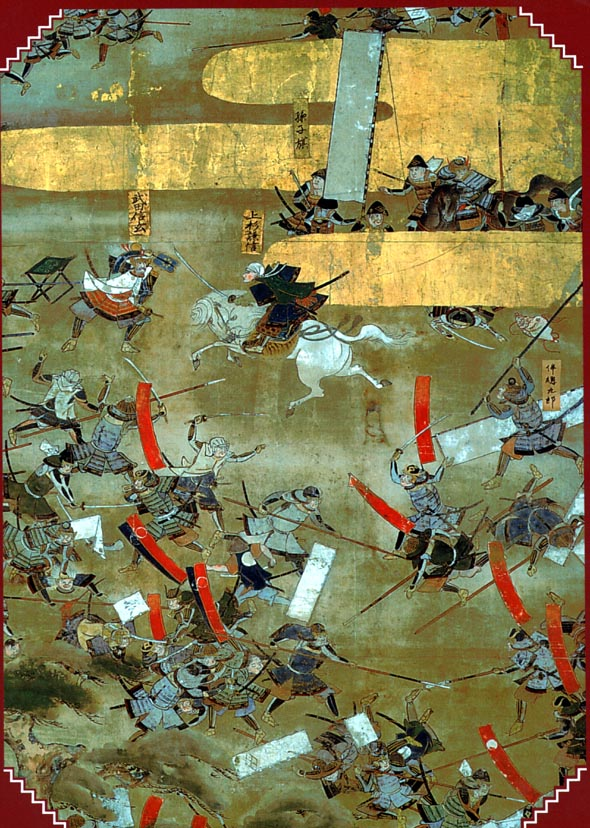
Eine Schlacht in der Sengoku-Zeit

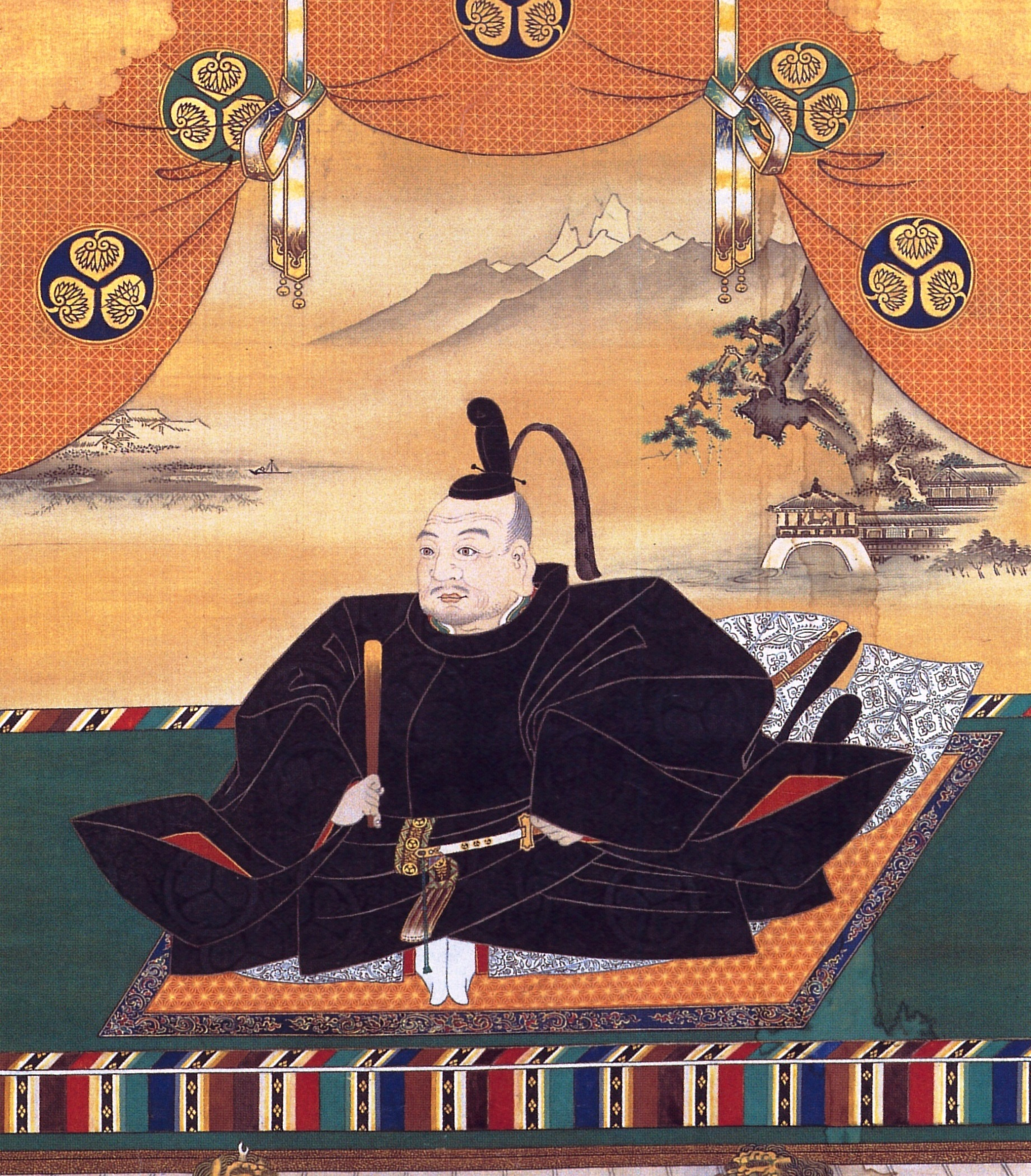
Tokugawa Ieyasu

Der Ōnin-Krieg, der im Jahre 1467 begann, war die Einleitung zu mehr als einem Jahrhundert erneuten Bürgerkrieges in Japan. Daneben gab er den Impuls zum Wiederaufleben der Sōhei: Im Gegensatz zum Jōkyū-Krieg und den mongolischen Invasionen des 13. Jahrhunderts (Kamikaze), wurde der Ōnin-Krieg hauptsächlich in und um Kyōto ausgetragen, was die Mönche zwang ihre Gewaltlosigkeit und Neutralität erneut aufzugeben.
Zusätzlich dazu entstand in ländlichen Gegenden eine neue Art des Sōhei: Während die Mönche auf dem Berg Hiei sich zu den Lehren des Tendai-Buddhismus bekannten, folgten diese neuen Gruppierungen, die sich selbst Ikkō-ikki (一向一揆) nannten, was so viel bedeutet wie „nur dem einzig wahren Plan gewidmet“, dem Jōdo-Shinshū-Glaubenssystem. Sie waren in der Hauptsache ein Zusammenschluss religiös-fundamentalistischer Priester und Bauern sowie von Familien, die bereit waren, für ihre religiöse Überzeugung in den Kampf zu ziehen.
1488 initiierte der Anführer der Ikkō-ikki, Rennyo, einen Aufstand gegen die Herrschaft der Samurai-Kaste und eroberte die Provinz Kaga für die Ikkō-ikki. Von dort ausgehend dehnten sie ihren Einfluss auf Nagashima, Ishiyama Honganji und die Provinz Mikawa aus. Ihr wachsender Machtbereich und Einfluss zog schließlich die Aufmerksamkeit von Oda Nobunaga, Tokugawa Ieyasu und ihresgleichen auf sich, die den Widerstand gegen die Herrschaft der Samurai schätzten und dessen Entschlossenheit, die Stärke der Ikkō-ikki und ihre große Zahl erkannten.
Tokugawa Ieyasu griff die Mönche von Mikawa im Jahr 1564 in der Schlacht von Azukizaka an und unterlag ihnen. Aber schon kurze Zeit später kehrte er mit einer Schar von Sōhei zurück, die seiner eigenen Sekte, dem Jōdo-shū, angehörten, siegte diesmal und machte alle Tempel der Besiegten dem Erdboden gleich.
Als Oda Nobunaga gegen Ende der sechziger Jahre des 16. Jahrhunderts an die Macht kam, erlangten auch die Mönche von Enryakuji ihr militärisches Gewicht zurück und kämpften in einer Reihe von Scharmützeln in den Straßen von Kyōto gegen die Anhänger des Nichiren-Buddhismus. Es gelang ihnen, all deren Tempel niederzubrennen, und sie suchten danach Verbündete unter den regionalen Herrschern, den Daimyō. Unglücklicherweise waren die Asai und Asakura, mit denen sie ein Bündnis schlossen, aber Feinde von Oda Nobunaga. Am 29. September 1571 begann eine 30.000 Mann starke Armee von Nobunaga ihren Sturm auf den Berg Hiei und zerstörte den Enryakuji. Obwohl dieser später wieder aufgebaut wurde, sollte das stehende Heer der Sōhei, das damals zerschlagen wurde, nicht wieder aufgestellt werden.
Nobunaga fuhr fort und bekriegte die Ikkō-ikki in ihren Festungen von Nagashima und Ishiyama Honganji. Mit Unterstützung eines ehemaligen Piraten namens Kuki Yoshitaka gelang Nobunaga eine vollständige Blockade der Festung Nagashima und im Sommer des Jahres 1574 hungerte er die Belagerten einfach aus. Die 20.000 Einwohner der Festungsstadt wurden schließlich im Inneren ihrer Heimstatt verbrannt.
Zwei Jahre später kehrte Nobunaga nach Ishiyama Honganji zurück, das er früher nicht hatte einnehmen können. In den beiden Schlachten von Kizugawaguchi besiegte Nobunaga schließlich seine Gegner, den Klan Mōri, der die Seefahrtswege in der Region kontrollierte. Die Mönche wurden letztendlich im Jahre 1580 zur Kapitulation gezwungen.
In den Achtzigern und Neunzigern des 16. Jahrhunderts schlugen sich zahlreiche Parteien rivalisierender Sōhei entweder auf die Seite von Tokugawa Ieyasu oder unterstützten dessen Gegenspieler Toyotomi Hideyoshi in einer Reihe von Schlachten und Scharmützeln. Als Tokugawa Ieyasu schließlich die letzten seiner Gegner besiegt und 1603 die Macht im ganzen Lande übernommen hatte, ging die Zeit, in der die Sōhei großen Einfluss hatten ausüben können, zu Ende.

## Ausrüstung und Lebensweise
Die Sōhei verwendeten eine breite Palette an Waffen, wobei die Naginata (Schwertlanze) am häufigsten mit ihnen in Verbindung gebracht wird. Dennoch berichten Legenden und historische Aufzeichnungen von zahlreichen Sōhei, die alle gängigen Waffentypen beherrschten: Vom Yumi (Bogen) bis zum Tantō und Wakizashi (Dolch und Kurzschwert). Viele von ihnen kämpften beritten und waren mit Rüstungen bewehrt, die denen der Samurai glichen.
Die Sōhei trugen wie andere Mönche verwandter buddhistischer Sekten häufig eine Reihe Kimono-ähnlicher Gewänder übereinander, gewöhnlich weiße Untergewänder und eine safrangelbe Robe zuoberst. Diese Art der Kleidung für Geistliche hatte sich seit der Verbreitung des Buddhismus in Japan im 7. Jahrhundert kaum verändert. Die Fußbekleidung bestand traditionell aus Tabi (Socken) und Geta (Holzschuhen) oder Waraji (Reisstroh-Sandalen).
Wegen der Vielzahl unterschiedlicher Waffen, die man verwendete, wurde der Obi, der Gürtel des Kimono, häufig mit einer dickeren Schärpe verstärkt, die ein Schwert besser trug. Das Tachi war als Schwertform wohl am verbreitetsten, obgleich auch viele Mönche Tantō trugen.
Die Ikkōikki des 16. Jahrhunderts verwendeten eine noch größere Bandbreite an Waffen und Rüstungen, hauptsächlich wegen ihres Ursprungs als ländliche Klane. Einige trugen die traditionellen Mönchsroben mit verschiedenem Grad an zusätzlicher Rüstung, wie zum Beispiel Helmen, andere dagegen wählten als Tarnung einen bäuerlichen Hut und passende Kleidung. Auch hier war die Naginata sehr verbreitet, neben einer Reihe verschiedener Arten von Schwertern und Dolchen und einer geringen Anzahl von Tanegashima-Arkebusen. Eine weitere Besonderheit der Ikkōikki war darüber hinaus, dass sie häufig Banner mit Schriftzügen mit sich führten, auf denen buddhistische Sprüche wie „Verehrung dem Amida Buddha!“ (Namu Amida Butsu 南無阿弥陀仏) geschrieben standen.

## Sōhei in den Medien
Während Darstellungen von sogenannten Kampfmönchen sich meist an chinesischen Kampfkunst-Schulen wie beispielsweise Shaolin oder Wudang und vergleichbaren Konzepten aus Tibet und Nepal orientieren, gibt es doch eine kleine Anzahl fiktionaler Quellen, die den japanischen Sōhei darstellen: In den Samurai-Comics von CrossGen beispielsweise sind viele der Hauptcharaktere Mönche des Takaihashi-Klosters; die Hauptfigur der Serie namens Obo-san dagegen ähnelt eher einem Yamabushi. In der Anime-Serie Samurai Champloo begegnen die Helden in einer Episode einer Gruppe von Sōhei.

## Zitate
„Obwohl ich der Herrscher von Japan bin, gibt es doch drei Dinge, die sich meiner Kontrolle entziehen: die Stromschnellen des Kamo-Flusses, der Fall der Würfel im Spiel und die Mönche in den Bergen.“